# Římskokatolická farnost Brumovice na Moravě
Římskokatolická farnost Brumovice na Moravě je územním společenstvím římských katolíků s farním kostelem sv. Antonína Paduánského v rámci hustopečského děkanství brněnské diecéze.

## Historie farnosti
Vesnice je kolonizačního původu z poloviny 13. století. Nese jméno po svém zakladateli biskupu Brunovi za Schauenburku. První písemná zmínka o obci pochází z roku 1250, kdy ji markrabě Přemysl daroval Kunovi z Obřan. Ve druhé polovině 16. století byly Brumovice evangelické.

## Duchovní správci
Od 1. září 2008 zde byl administrátorem excurrendo P. Rudolf Zbožínek. Toho od 1. srpna 2018 vystřídal jako administrátor excurrendo kloboucký farář R. D. ThLic. Petr Šikula. K 1. září 2020 se stal novým administrátorem excurrendo nový kloboucký farář R. D. Ivo Valášek. 

## Bohoslužby
| Kostel                   | Místo     | Bohoslužba (den) | Hodina                                          | Poznámka     |
| ------------------------ | --------- | ---------------- | ----------------------------------------------- | ------------ |
| sv. Antonína Paduánského | Brumovice | neděle sobota    | 8.00 17.00 (zimní období), 18.00 (letní období) | Farní kostel |

## Aktivity farnosti
Den vzájemných modliteb farností za bohoslovce a bohoslovců za farnosti brněnské diecéze a Adorační den připadá na 6. srpna.
Ve farnosti se pravidelně pořádá tříkrálová sbírka. V roce 2015 se při ní vybralo 25 214 korun. O rok později dosáhla částka v Brumovicích 32 599 korun a v Morkůvkách 7 149 korun.